# The Slim Shady EP
Albums de Eminem
Infinite
(1996) The Slim Shady LP
(1999)
Singles
1. Just Don't Give a Fuck
Sortie : 10 décembre 1997
2. Just the Two of Us
Sortie : 12 février 1998

Slim Shady EP est un extended play du rappeur américain Eminem sorti en 1997. Il est publié par le label indépendant Web Entertainment, basé à Détroit. À l'inverse du premier album d'Eminem, Infinite, Slim Shady EP a permis au rappeur d'attirer l'attention sur la scène underground et de se faire remarquer du producteur californien Dr. Dre qui le fait signer sur son label, Aftermath Entertainment. Dr. Dre est d'ailleurs le producteur de l'album The Slim Shady LP, sorti en 1999.
Pour la première fois de sa carrière, Eminem introduit le personnage de Slim Shady dans ses compositions. Les paroles sont très éloignées de celles présentes sur Infinite, avec des références constantes à la consommation de drogues, à l'instabilité mentale, à l'extrême violence et aux rapports sexuels. Il aborde également des thèmes plus sérieux comme la pauvreté, les critiques et les relations difficiles qu'il entretient avec sa famille. Eminem a aussi modifié sa manière de rapper, son "flow", jugée trop proche de celui de Nas ou de AZ sur Infinite. Il introduit pour la première fois la technique du storytelling consistant à raconter une histoire à la manière d'un film dans une œuvre musicale. L'album est produit par DJ Head, les Bass Brothers, Mr. Porter et Kuniva, qui accompagneront Eminem pendant le reste de sa carrière.
En novembre 2013, le magazine américain Complex établit la liste des meilleurs albums et compilations d'Eminem et classe cet album à la 6e place sur 16.

## Liste des titres
| No  | Titre                                                     | Producteur(s)          | Durée |
| --- | --------------------------------------------------------- | ---------------------- | ----- |
| 1.  | Intro (Slim Shady) (skit)                                 | Eminem                 | 1:05  |
| 2.  | Low Down, Dirty                                           | Denaun Porter & Kuniva | 4:44  |
| 3.  | If I Had...                                               | DJ Rec                 | 4:06  |
| 4.  | Just Don't Give a Fuck                                    | Denaun Porter          | 4:00  |
| 5.  | Mommy (skit)                                              |                        | 0:39  |
| 6.  | Just the Two of Us                                        | DJ Head                | 4:20  |
| 7.  | No One's Iller (avec Swifty McVay, Bizarre & Fuzz Scoota) | DJ Head                | 4:58  |
| 8.  | Murder, Murder                                            | DJ Rec                 | 4:40  |
| 9.  | If I Had... (version radio)                               | DJ Rec                 | 4:01  |
| 10. | Just Don't Give a Fuck (version radio)                    | Denaun Porter          | 4:03  |

## Samples
Low Down, Dirty :
- Redman - Soopaman Luva 3
- The Notorious B.I.G. - One More Chance (remix)

Just the Two of Us :
- Grover Washington, Jr. - Just the Two of Us

No One's Iller :
- Hank Crawford - Wildflower

Murder, Murder :
- Paul Simon - 50 Ways to Leave Your Lover
- Eminem - No One's Iller
- Masta Ace - SlaughtaHouse
- 2Pac - Outlaw